# 紹爾坦德區
51°43′48″N 70°58′48″E / 51.73000°N 70.98000°E

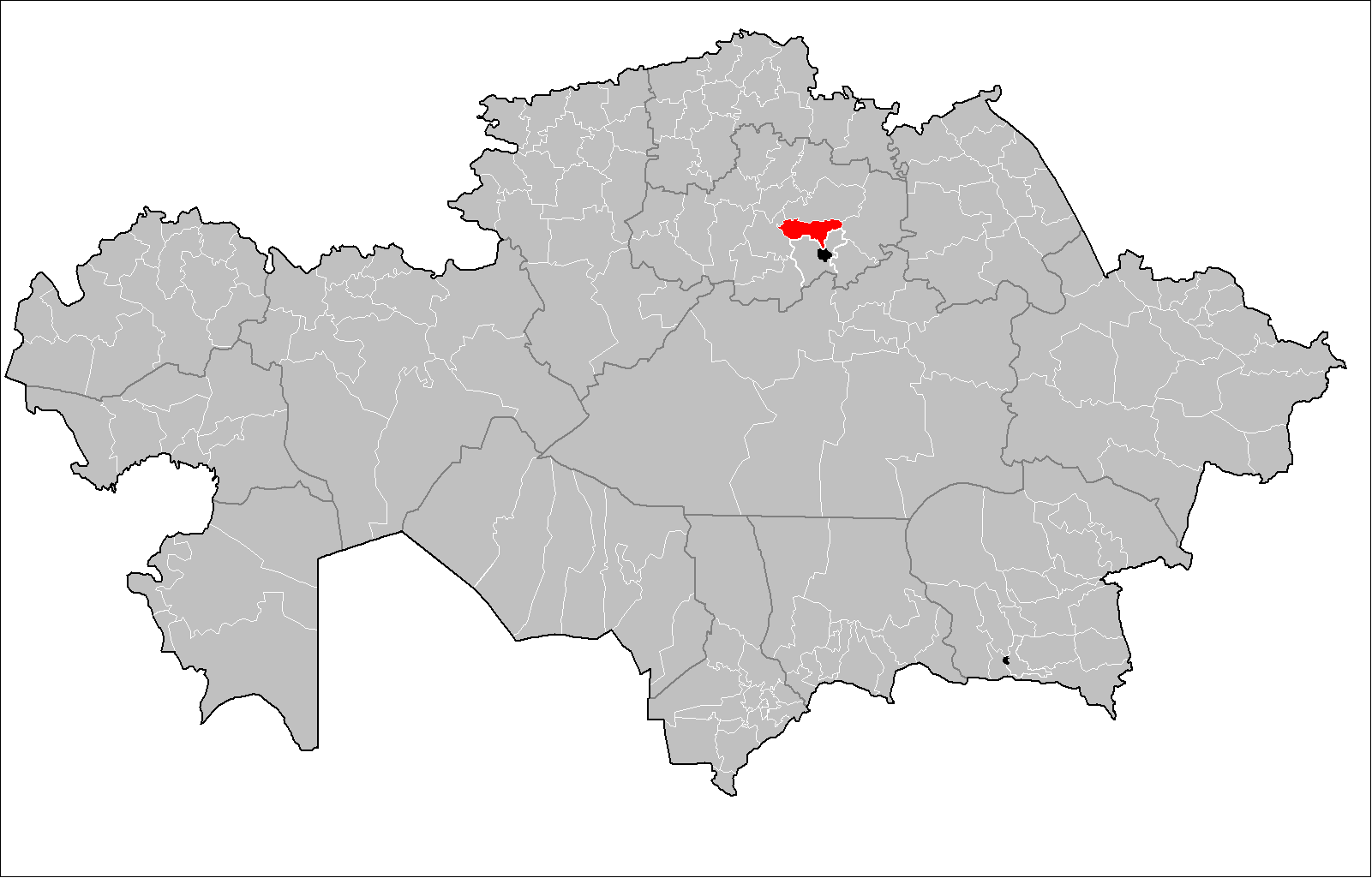

紹爾坦德區（Shortandy District）是哈薩克斯坦的行政區，位於該國北部，由阿克莫拉州負責管轄，首府設於紹爾坦德，始建於1944年，面積4,700平方公里，2013年人口29,538。